# 穆尔德河谷县
穆尔德河谷县（德語：Muldentalkreis）是德国萨克森州北部曾经的一个县，隶属于莱比锡行政区，首府格里马。2008年8月1日，穆尔德河谷县与莱比锡地区县和合并为莱比锡县。

## 地理
穆尔德河谷县北面与代利奇县，东北面和东面与托尔高-奥沙茨县，东南面与德伯尔恩县，南面与米特韦达县，西面与莱比锡地区县相邻。